# Roberto Cecon
Roberto Cecon, född 28 december 1971 i Gemona i provinsen Udine, är en italiensk tidigare backhoppare, som tävlade internationellt åren 1987-2003, och nuvarande backhoppningstränare. Under sin aktiva karriär representerade han G.S. Fiamme Gialle i Rom.

## Karriär
Roberto Cecon debuterade internationellt i tysk-österrikiska backhopparveckan (som ingår i världscupen) 30 december 1987 i Oberstdorf i Tyskland. Säsongen 1993/1994 var hans bästa i backhopparveckan. Han blev nummer 6 sammanlagt.
Cecon har tävlat 15 säsonger i världscupen. Säsongen 1994/1995 blev han nummer två sammanlagt, efter Andreas Goldberger från Österrike och före Janne Ahonen från Finland. Cecon har 6 delsegrar i världscupen. Den första kom på hemmaplan i Val di Fiemme 16 februari 1990. Den sista världscupsegern kom i Falun i Sverige 4 februari 1995.
Roberto Cecon startade i alla VM i skidflygning från 1990 till 2002 (7 stycken). Han vann två bronsmedaljer, vilket skedde under VM 1992 i Harrachov i Tjeckien, där Noriaki Kasai från Japan vann före Andreas Goldberger, och under skidflygnings-VM 1994 i Planica i Slovenien där Jaroslav Sakala från Tjeckien vann före Espen Bredesen från Norge.
Roberto Cecon tävlade också i fyra olympiska vinterspel, där hans bästa placering var 16:e i individuellt i stora backen i Lillehammer. Hans bästa placering på världsmästerskapen i nordisk skidsport är åtta, individuellt i stora backen vid 1995 års tävlingar i Thunder Bay.
I perioden 1988 till 2001 vann Roberto Cecon nio guldmedaljer och en silvermedalj, alla i individuella tävlingar, i italienska mästerskap. Han blev nummer tre sammanlagt i skidflygningsvärldscupen säsongerna 1993/1994 och 1994/1995.
Cecon avslutade sin aktiva idrottskarriär 2003. Han blev senare backhoppningstränare.